# 普尔代加特
普尔代加特（法語：Pouldergat，法語發音：[puldɛʁɡat]）是法国菲尼斯泰尔省的一个市镇，属于坎佩尔区。

## 地名
该地名“Pouldergat”发音为[puldɛʁɡat]，字母“t”发音，《世界地名译名词典》将其误译作“普尔代加”。

## 地理
普尔代加特（48°2'36"N, 4°19'39"W）面积24.39 平方千米，位于法国布列塔尼大區菲尼斯泰尔省，该省份为法国最西部的省份，位于布列塔尼半岛西部，北西南三面环大西洋，东临阿摩尔滨海省和莫尔比昂省。
与普尔代加特接壤的市镇（或旧市镇、城区）包括：杜瓦讷内、古尔利宗、瓜昂河畔吉莱、勒瑞克、朗迪代克、马阿隆、滨海普朗。
普尔代加特的时区为UTC+01:00、UTC+02:00（夏令时）。

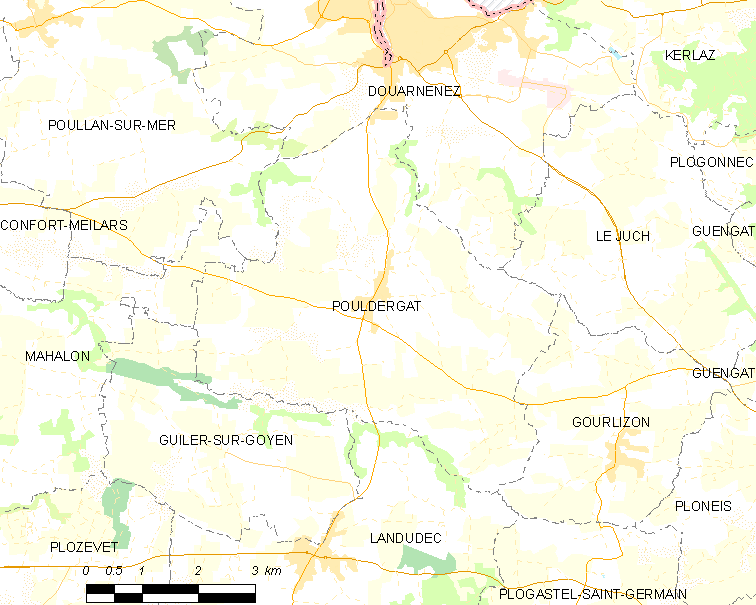
普尔代加特的OSM定位图

## 行政
普尔代加特的邮政编码为29100，INSEE市镇编码为29224。

## 政治
普尔代加特所属的省级选区为杜瓦讷内县。

## 人口

1962-2008年间普尔代加特人口变化图示

普尔代加特于2022年1月1日时的人口数量为1213人。